# شاطئ الحواريين الاثنى عشر
الحوارين 12 ( "باللغة الإنجليزية the twelve apostles ) عبارة عن مجموعة من الإبر الجيرية البارزة من حافة مياه البحر في منتزه بورت كامبل الوطني ، على طول طريق طريق طريق محيط العظيم في ;ولاية فيكتوريا ، أستراليا .
إن قربهم من بعضهم البعض يخلق فضول الموقع الذي يعد نقطة جذب سياحي . في الأصل كان يُطلق على الموقع اسم Sow and Piglets (حرفياً " خنزيرة والخنازير "). تم تغيير هذا الاسم في الخمسينيات من القرن الماضي إلى لقب أكثر فخامة " The twelve Apostles لجذب المزيد من الزوار بالرغم من وجود تسع إبرات فقط. .

## التعرية
الإبرات عبارة عن أكوام تكونت بسبب التعرية وتقدم البحر على جرف الحجر الجيري ؛ تختلف في الحجم والقطر. إنهم يتعرضون لهذا التآكل المستمر وبعضهم قد انهار. واحدة من الصخور انهارت من مسافة 50 متر ا3 يوليو 2005  ، وبذلك يصل عددهم إلى ثمانية.
الانهيار السابق لنصب تذكاري طبيعي في حديقة بورت كامبل الوطنية بسبب التآكل هي صخرة قوس لندن . حوصر اثنان من الزوار بسبب انهيار قوس الحجر الجيري وتم إنقاذهما بواسطة مروحية بعد بضع ساعات.
يبلغ معدل التآكل عند سفح الأعمدة الحجرية حوالي 2 سم في السنة. 